# 沿口镇
沿口镇，中华人民共和国四川省武胜县下辖的一个镇，位于嘉陵江东岸，为重要的商贸重镇，是县政府所在地。因江水流经此处有一小溪汇入，溪与山势构成凹形口袋状，集镇沿江岸和小溪两侧兴建，故得名沿口。2019年12月，撤销旧县乡，将所属行政区域划归沿口镇管辖。

## 历史
唐宋为太平镇；明为太平里；清为长乐里太平铺；中华民国2年(1913年)设沿口乡；民国29年(1940年)改为沿口镇；1951年农村地区分置沿口乡；1953年武胜县县政府由中心镇迁来本镇〔1953年6月至1981年8月更呼城关镇〕；1987年沿口乡并入，1992年秦山、中滩乡并入本镇。

## 地理
沿口镇自西向东分别与本县华封、龙女、石盘、鼓匠、鸣钟、双星、永胜、街子、旧县、中心等乡镇接壤。东邻广安40公里，西接遂宁70公里，北上南充86公里，南下重庆100公里。嘉陵江从西北向南穿过镇境，留下很多河坝。地形以浅丘平坝为主，气候四季分明。

## 人口
沿口镇辖41个行政村，9个社区居委会，351个社，26个居民小组，总户数31077户，总人口102037人(2003年)。其中农业户13936户，农业人口48021人。幅员面积7500公顷，耕地面积2087公顷。

## 经济
沿口镇是武胜县的经济中心，农工商并重。2003年，全镇实现国内生产总值(GDP)3.7亿元，财政收入实现480万元，乡镇企业总产值9亿元，农民人均可支配收入达到2800元，

## 交通
沿口镇是武胜县的交通枢纽，以公路运输为主，乡镇公路达70余公里，南(充)合(川)高速公路横贯其中，国道304线，县道有沿(口)乐(善)路、沿(口)三(溪)路、沿(口)鸣(钟)。武胜汽车站有到县内各乡镇的短途客车，也有到广安、南充、重庆、遂宁、成都、攀枝花等地的长途客车。另外，亦有少量河运，沿口港货轮开往南充和重庆，客轮定期开往中心镇和龙女镇。

## 行政区划
沿口镇下辖以下地区：
解放路社区、城北社区、建设北路社区、定远街社区、印山社区、河东社区、城南社区、石桥社区、利民社区、迎宾社区、武中村、团堡岭村、白鹤观村、唐家山村、石板井村、马颈寨村、跃进桥村、科研村、城郊村、叶家山村、两路口村、五一村、古井沟村、临江村、中滩村、东风村、檬子村、长凤村、高桥村、四合村、石门村、高滩村、兰花村、方湾村、红滩村、百兴村、方坪村、泰山村、谷坝村、金银坎村、汪家桥村、白滩村、鱼拦村、沙窝村、金鸭村、狮子岩村、天灯堡村、黑岩村、新建沟村、茶亭村和青华寨村。

## 教育
武胜中学，沿口初级中学、中滩初级中学、沿口小学、民族小学、城南小学、泰山小学、中滩小学。

## 名胜
- 唐家大山森林公园
- 沿口古镇
- 马家、黄家清真寺
- 印山公园
- 千佛岩及白鹤观